# Rendőri korrupció
Rendőri korrupció az, ha rendőr önös (általában anyagi) érdekből olyan lépéseket tesz, melyek ellentétesek a rendőrség társadalmi feladatával. Ez általában azt jelenti, hogy a rendőr anyagi, politikai vagy természetbeni előnyért cserébe eltekint az eljárástól, vagy súlyosabb esetben részesévé válik a bűncselekménynek.

## Küzdelem a rendőri korrupció ellen
A korrupció visszaszorításáért maga a rendőrség is tesz például belső ellenőrök alkalmazásával. A Magyar Köztársaság Rendőrsége 2007. május 22-től zöld számot is üzemeltet a jogsértések megelőzése, megszakítása és felderítése érdekében.
Egyes országokban létezik civil ellenőrzés is a rendőrség felett. Magyarországon 2008 óta a Független Rendészeti Panasztestület hivatása a rendőrség tevékenysége feletti civil, rendőri hierarchián kívülálló kontroll megvalósítása.

## A művészetekben
A rendőri korrupció témáját rengeteg film feldolgozta.

## Külső hivatkozások
- Független Rendészeti Panasztestület Archiválva 2021. január 26-i dátummal a Wayback Machine-ben
- Összehasonlító vizsgálat a korrupció témakörében[halott link]
- Ritter Ildikó: A korrupció szakbibliográfiája (MEK)
- Police Corruption by Brandon Holloway (angolul)